# 세러핌 폴스
《세러핌 폴스》(영어: Seraphim Falls)는 미국에서 제작된 데이비드 본앵컨 감독의 2006년 수정주의 서부극 영화이다. 피어스 브로스넌, 리엄 니슨 등이 출연하였고, 브루스 데이비 등이 제작에 참여하였다.

## 줄거리
1868년, 루비 산맥에서 기디언은 장작불에 토끼를 굽는다. 총성이 울리고 그는 왼팔에 총을 맞는다. 그는 챙길 수 있는 것을 챙겨 산 아래로 달린다. 그의 공격자들은 그의 캠프를 조사하기 위해 나타난다. 전 아메리카 연합국 장교였던 몰스맨 카버 대령은 포프, 헤이즈, 파슨스, 키드와 동행한다. 카버는 기디언을 사냥하기 위해 다른 이들을 고용했다.
기디언은 카버에게서 숨어 부이 나이프로 총알을 제거한다. 추격대를 유인하기 위해 불을 피워두고 칼로 포프를 죽인 뒤 다시 황야로 나선다. 기디언이 목장에서 말을 훔치려 할 때 샬롯이라는 젊은 여자가 그를 잡는다. 그녀는 그가 다친 것을 보고 그의 상처를 치료해 주고, 그녀의 가족은 그가 오두막에서 밤새 자도록 허락한다. 그는 그들의 말을 사서 새벽 전에 떠난다.
카버의 추격대는 목장 가족을 심문하고, 기디언의 금화를 발견하자마자 말을 팔았다고 결론을 내리려 할 때 목장주의 아들 너대니얼이 기디언이 잠든 동안 자신이 금화를 훔쳤다고 고백한다.
일행이 기디언의 흔적에 접근하자, 그는 동물 덫으로 그들을 기습하여 키드를 꿰뚫고, 카버는 자비를 베풀어 키드를 쏜다. 나중에 기디언이 이전에 자기방어를 위해 죽였던 죽은 은행 강도를 발견한 파슨스는, 죽은 자의 현상금이 카버가 기디언을 잡기 위해 제시한 금액을 초과하자 다른 이들을 떠난다. 파슨스가 시체를 말에 실어 보상을 받기 위해 카슨 시티로 가져가려 할 때, 카버는 말(그는 자신의 것이라고 선언한다)을 쏘고, 파슨스는 시체를 들고 마을까지 30마일을 걸어가야 한다.
공사 중인 철도에 다다르자 기디언은 말을 묶고 음식을 훔친다. 작업반장은 그 말이 도난당한 말임을 알아보고 그를 구금한다. 카버와 그의 남은 부하 헤이즈도 철도 현장에 도착하여 기디언을 찾는다. 한편, 그는 탈출하여 또 다른 말을 훔친다.
카버와 헤이즈가 더 가까이 다가오자 기디언의 말이 더위로 쓰러진다. 기디언은 말의 목을 베어 안락사시킨다. 카버와 헤이즈가 말의 사체에 도착했을 때, 헤이즈는 기디언이 말을 어떻게 내장을 꺼냈는지 감탄한다. 기디언은 말의 배 안에서 뛰쳐나와 헤이즈의 목에 칼을 대고, 카버가 총을 내놓지 않으면 그를 죽이겠다고 위협한다.
카버는 대신 마지막 총알로 헤이즈를 쏜다. 서로 대치하며 그와 기디언은 그들을 갈등하게 만든 사건들을 회상한다. 남북 전쟁이 끝난 후, 기디언은 전 아메리카 연합국 장교들을 추적하라는 명령을 받았다. 세러핌 폴스에 있는 카버의 집에 그를 심문하기 위해 도착했을 때, 카버는 근처 밭에 있었다.
카버의 아내에게 그의 행방을 밝히도록 강요하기 위해, 그리고 그들의 집이 비어 있다고 믿으며 기디언은 그들의 헛간에 불을 지르도록 명령한다. 집을 수색하던 병사는 부주의하게 등유 램프를 넘어뜨린다. 카버가 밭에서 돌아오자 불길은 빠르게 퍼진다.
군인들이 그를 붙잡는 동안, 그의 아내와 아들은 안에 있는 아기를 구하기 위해 집으로 달려 들어간다. 두 남자는 눈앞에 펼쳐지는 비극을 공포에 질려 바라본다. 불길에 갇힌 카버의 아내와 아이들은 죽는다. 죄책감에 시달린 기디언은 총기 벨트를 떨어뜨리고 탈영한다.
두 남자는 싸우고, 결국 기디언이 카버를 이긴다. 그는 카버에게 근처 마을을 가리키며 추격을 계속하면 고통밖에 얻을 것이 없을 것이라고 말한다. 기디언은 카버와 헤이즈의 말을 타고 사막 깊숙이 들어간다.
두 남자는 희귀한 물웅덩이를 발견하는데, 인디언 카론이 지키고 있으며, 그들이 여정을 계속할 수 있도록 각각에게 비싼 대가를 요구한다. 두 사람은 신비로운 마담 루이즈에게 방문을 받는데, 그녀는 그들에게 파우스트적 거래를 제안한다. 생존 도구(기디언의 말, 카버의 물)를 그들의 불화를 영속시킬 무언가(기디언을 위한 총알, 카버를 위한 총)와 교환하는 것이다.
카버가 기디언을 따라잡았을 때, 둘 다 탈진과 죽음의 문턱에 있었다. 다시 권총으로 서로를 마주하며 기디언은 카버에게 상처를 입힌다. 그러나 칼로 그를 죽이는 대신, 자신을 그에게 내어준다. 카버는 그를 쏘지 않기로 결정하고 권총을 던진다. 기디언은 카버가 일어서는 것을 돕고 그들은 각기 다른 방향으로 멀리 걸어간다. 마지막으로 기디언은 그의 칼(영화 내내 그의 주된 무기)을 버린다.

## 출연진
- 리엄 니슨
- 피어스 브로스넌
- 마이클 윈콧
- 잰더 버클리
- 에드 로터
- 톰 누넌
- 케빈 J. 오코너
- 존 로빈슨
- 앤젤리카 휴스턴
- 앤지 하먼
- 웨스 스투디
- 지미 심프슨

## 기타 제작진
- 공동 제작: 존 리모티
- 배역: 맬리 핀
- 미술: 마이클 Z. 해넌
- 의상: 데버라 L. 스콧